# اچ‌ام‌اس لایتنینگ (۱۸۹۵)
اچ‌ام‌اس لایتنینگ (۱۸۹۵) (به انگلیسی: HMS Lightning (1895)) یک کشتی است که طول آن ۲۰۰ فوت (۶۱ متر) می‌باشد. این کشتی در سال ۱۸۹۵ ساخته شد.